# Rafaela
Rafaela es una ciudad de Argentina ubicada en el centro-oeste de la provincia de Santa Fe, Argentina. Es la cabecera del departamento Castellanos y a su vez es el tercer centro urbano más poblado e importante de la provincia, detrás de Rosario y la capital provincial, Santa Fe. Es conocida como "La Perla del Oeste" debido a las bellezas naturales, culturales y arquitectónicas que la componen. La población de la ciudad en 2022 fue de 101.733 habitantes, de acuerdo al informe definitivo Censo Nacional de Población y Vivienda de ese año, el instituto estadístico de la ciudad. 
El nombre fue designado por su formador, Guillermo Lehmann, en honor a Rafaela Rodríguez de Egusquiza, esposa de su amigo y socio comercial, Félix Egusquiza, quienes fueron los propietarios originales de la zona.
Rafaela está situada en el centro oeste de la provincia de Santa Fe, a la vera de la Ruta Nacional 34. Se encuentra a 96 km al noroeste de la ciudad de Santa Fe, a 234 km de Rosario, a 292 km de Córdoba y a 530 km de la Ciudad de Buenos Aires. Además, su ubicación es estratégica para los puertos del Pacífico, ya que está en la ruta comercial hacia estos, gracias a su proximidad a la Ruta Nacional 19.
En cuanto a lo económico se destaca por su producción industrial metalmecánica y láctea, ya que se encuentra en el corazón de la cuenca lechera, siendo esta la más grande y rica del país, constituyéndose en su principal capital.La ciudad es un "Portal hacia el mundo" en cuanto a la vinculación de sus industrias con la mayoría de países americanos, europeos, del Extremo Oriente y de Asia Menor.
En el ámbito cultural, es conocida como la "Capital del Teatro" debido a la cantidad de teatros históricos como el Centro Ciudad de Rafaela, con su Sala Juan B. Lasserre —que data de 1932— o la Sociedad Italiana, centros culturales como el Centro Cultural La Máscara –creado en 1996–, anfiteatros y salas de exposición pero sobre todo, a partir del reconocido y tradicional Festival de Teatro de Rafaela que se realiza desde el 2005.

## Arquitectura y fisonomía urbana
Rafaela mantiene un perfil de casas bajas y un marcado contraste de estilos según sus barrios. Las primeras zonas en desarrollarse como es el área de la plaza principal "25 de Mayo", por ejemplo, aun se notan vestigios de las primeras casas. Además, barrios antiguos como San Martín (el más antiguo de la ciudad), 9 de Julio, Sarmiento, Villa Rosas o Alberdi, que fueron los primeros en formarse, también cuentan con casas de la época de fines del siglo XIX y principios del XX.
Actualmente, la ciudad cuenta con más de 15 torres que superan los 10 pisos y otros varios edificios de altura. Sobre la avenida Mitre se encuentran las dos torres más altas de la ciudad: la Torre Piamonte y la Torre Mitre, ambas de 20 pisos y 65 metros de altura.

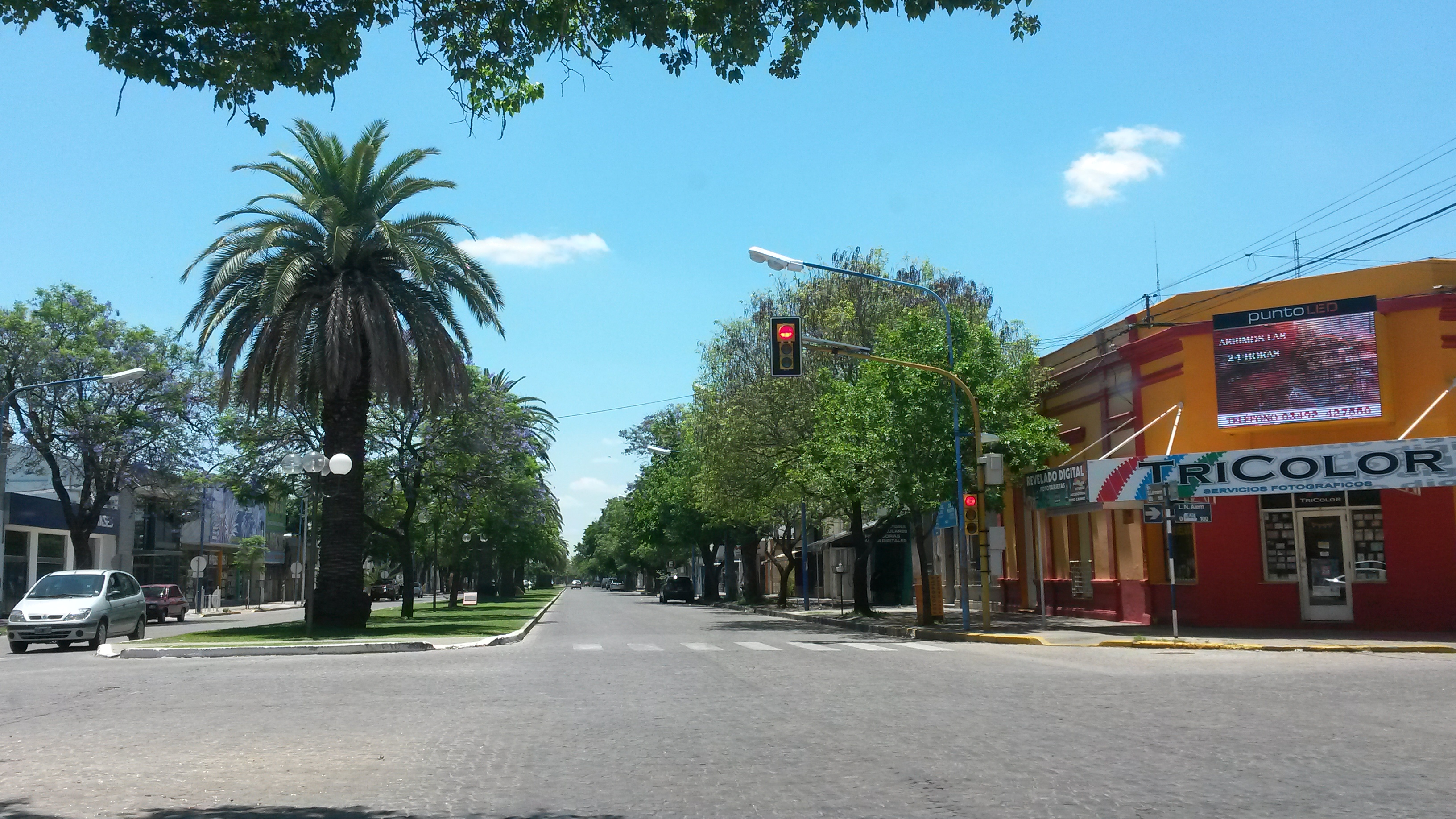
Foto del bulevar Guillermo Lehmann con adoquines

En las cuatro avenidas centrales y en calles aledañas, aún existe el adoquinado. La presencia de esta roca como cobertura para las arterias genera polémica al día de hoy sobre si debe permanecer o debe ser retirado. Aunque la municipalidad lo refacciona cotidianamente y existen zonas que se encuentran en perfecto estado.
El cuadrante comprendido por la calle Tucumán, las avenidas Brasil, Aconcagua y el Bv. Santa Fe, que encierra a los barrios Alberdi, Sarmiento y Villa Rosas, es la única zona de la ciudad cuyas calles van en forma diagonal a las del resto de la ciudad. Según la historia publicada por la revista local "El Satélite", esto se debe a que en el año que llegó el ferrocarril se debía construir en paralelo a las líneas férreas, y por ello al día de hoy esta fisonomía.

## Barrios de la ciudad
La siguiente es una lista ordenada alfabéticamente de los 42 barrios que componen la ciudad:
- 17 de Octubre
- 2 de abril
- 30 de octubre
- 9 de Julio
- Alberdi
- Amancay
- Antártida Argentina
- Barranquitas
- Barrio 42
- Belgrano
- Brigadier General Estanislao López
- Central Córdoba
- El Bosque
- Fátima
- Guillermo Lehmann
- Ilolay
- Independencia
- Italia
- Jardín
- Juan de Garay
- La Cañada
- Los Arces
- Los Nogales
- Luis Fasoli
- Malvinas Argentinas
- Martín Fierro
- Martín Güemes
- Monseñor V. F. Zazpe
- Mora
- Mosconi
- Nuestra Señora del Luján
- Pablo Pizzurno
- San José
- San Martín
- Sarmiento
- Villa Aero Club
- Villa del Parque
- Villa Dominga
- Villa Los Álamos
- Villa Podio
- Villa Rosas
- Virgen del Rosario

## Geografía
De acuerdo a la Municipalidad de Rafaela, la ciudad tiene una población de 103.000 habitantes, y un 46,5% de la población tiene menos de 30 años. Se ubica en el centro oeste de la provincia de Santa Fe, y dista 96 km de la ciudad de Santa Fe, a 234 km de Rosario, a 292 km de Córdoba y a 530 km de la Ciudad de Buenos Aires (Capital de la República Argentina).

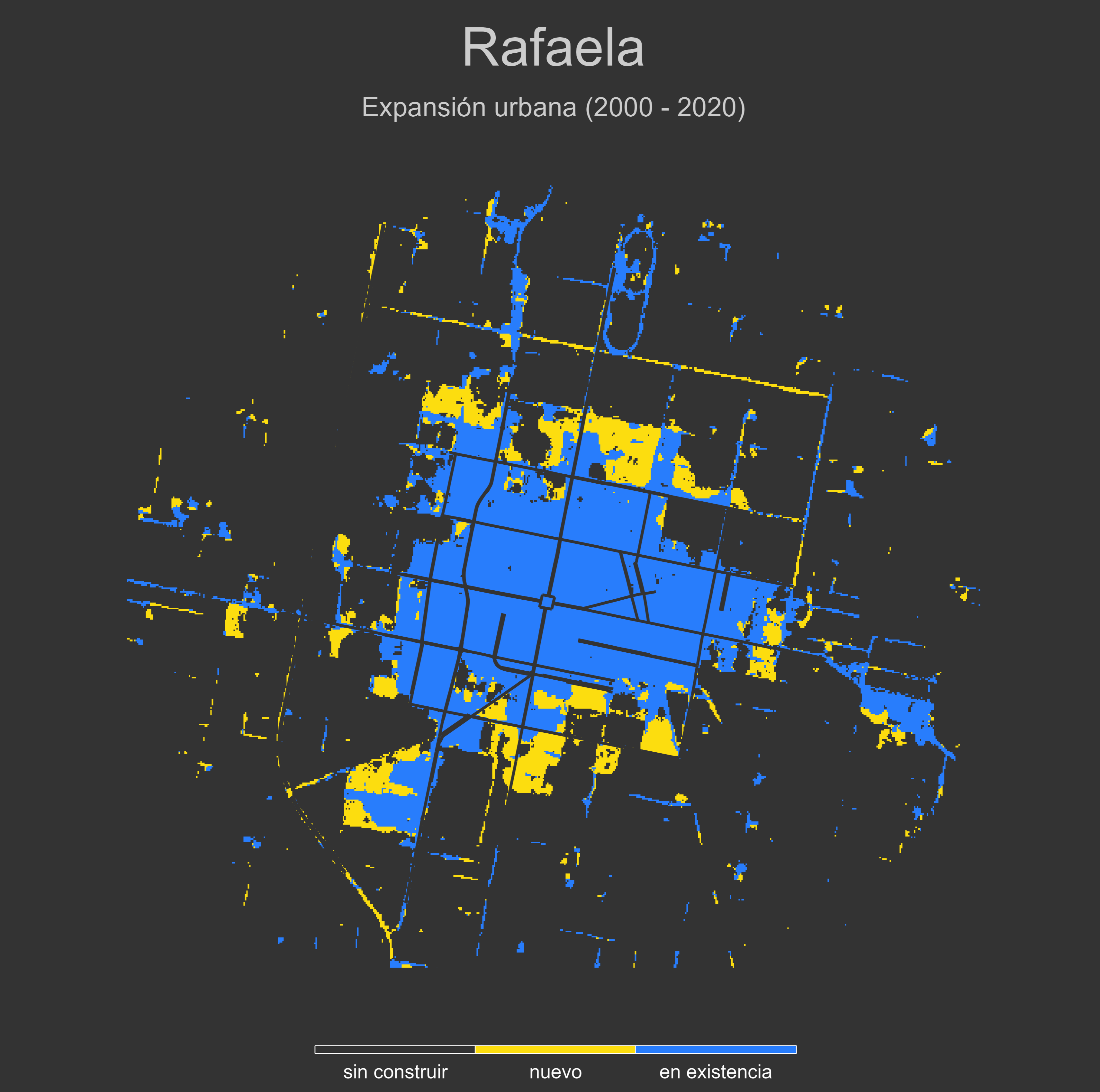
Expansión de la mancha urbana de Rafaela 2000 - 2020

En líneas generales, la zona urbana se extiende por la llanura pampeana, en lo que se conoce como pampa deprimida. El terreno central de la ciudad es más alto que los alrededores, la pendiente del mismo disminuye hacia el norte, y hacia el sur. Estas depresiones son los desniveles naturales por donde escurre el agua hacia el este, parte de la cuenca del Salado, por esta razón se han construido canales en ambos lados de la ciudad, con disposición oeste-este. En el caso del canal sur, este ha sido soterrado en casi toda su extensión por la zona urbana.
La disposición de la ciudad es en damero con una plaza central de cuatro manzanas de extensión y cuatro boulevards que nacen en ella. La geografía urbana es homogénea, excepto en las zona noroeste donde las calles se hacen diagonales. Este cambio abrupto viene dado por la Avenida Mitre que se hizo para acortar camino hacia las estaciones de tren cuando este llegó a Rafaela en el siglo XIX. Esto le ha dado una fisonomía diferente a una amplia zona de la ciudad.
La ciudad limita al sur con Susana 12 km, al norte con Lehmann 12 km, al oeste con Presidente Roca 12 km y al este con Bella Italia 12 km desde su plaza principal 25 de mayo, formando con esta localidades el Aglomerado de Rafaela. Cuenta con 37 barrios y un microcentro. Se refuncionalizó la Ruta Nacional 34 en su paso por la ciudad, convirtiéndola en una avenida con canteros centrales en toda su extensión y uniendo los barrios ubicados al oeste de la misma.
A diferencia de muchas otras ciudades argentinas de similar tamaño, Rafaela no se encuentra sobre una costa o la ribera, compartiendo esta característica con la vecina San Francisco.

## Clima
El clima de Rafaela es templado pampeano, con estaciones poco definidas. La temperatura varía entre los 5,75.º de mínima promedio histórico de julio, el mes más frío, hasta los 31,6.º de máxima promedio histórico de enero, el mes más cálido. Históricamente, el mes más lluvioso es marzo, con una media de 155 mm.

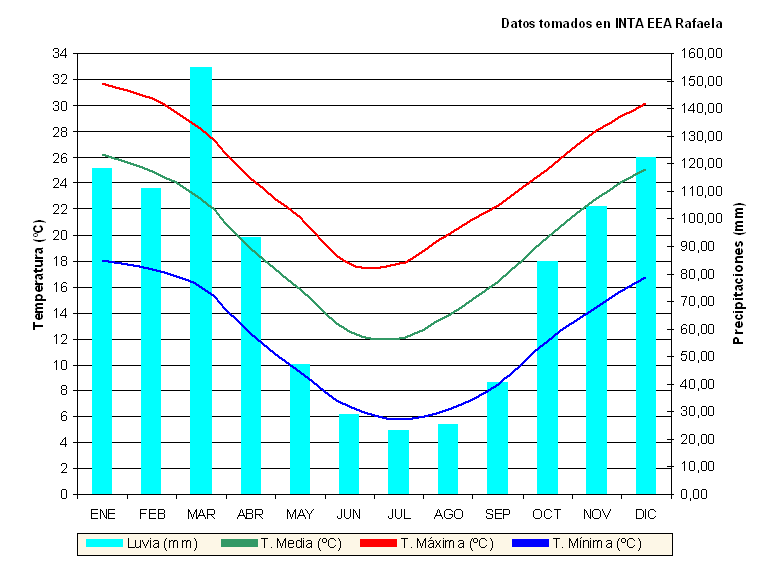
Temperatura y precipitaciones en Rafaela

Los vientos más comunes de la región son el viento norte, seco y sofocante, el pampero (o viento sur), frío, seco y violento que sopla del sudoeste y la sudestada, que es un viento húmedo.
Son frecuentes dos fenómenos meteorológicos que afectan a la ciudad: las inundaciones y la sequía.
El período de inundaciones suele darse a finales del verano durante los meses de febrero y marzo, cuando pueden llegar a llover más de 300 mm en un mes, un ejemplo de ello son las inundaciones de 2007, que afectaron a la ciudad. Durante los meses de febrero y marzo de ese año llovieron 735 mm. Las inundaciones no se dan todos los años, y sus efectos pueden ser mitigados mediante la construcción de desagües y canales.
Las sequías, como la que sufre gran parte de la llanura pampeana desde 2007, afectan económicamente a la ciudad, ya que las mermas de producción agropecuaria influyen en la agroindustria rafaelina.
Otros fenómenos meteorológicos destacables, aunque poco frecuentes, son los tornados y vientos huracanados. Por otro lado, la niebla durante el invierno es característica y el granizo es un fenómeno normal que, dada su poca intensidad y fuerza, raramente presenta problemas de consideración.en Los únicos dos registros de una nevada en la ciudad (desde su fundación) es del 29 de agosto de 1922 y el del 1 de agosto de 2011.
| Parámetros climáticos promedio de Rafaela (1961–1990)                   | Parámetros climáticos promedio de Rafaela (1961–1990) | Parámetros climáticos promedio de Rafaela (1961–1990) | Parámetros climáticos promedio de Rafaela (1961–1990) | Parámetros climáticos promedio de Rafaela (1961–1990) | Parámetros climáticos promedio de Rafaela (1961–1990) | Parámetros climáticos promedio de Rafaela (1961–1990) | Parámetros climáticos promedio de Rafaela (1961–1990) | Parámetros climáticos promedio de Rafaela (1961–1990) | Parámetros climáticos promedio de Rafaela (1961–1990) | Parámetros climáticos promedio de Rafaela (1961–1990) | Parámetros climáticos promedio de Rafaela (1961–1990) | Parámetros climáticos promedio de Rafaela (1961–1990) | Parámetros climáticos promedio de Rafaela (1961–1990) |
| Mes                                                                     | Ene.                                                  | Feb.                                                  | Mar.                                                  | Abr.                                                  | May.                                                  | Jun.                                                  | Jul.                                                  | Ago.                                                  | Sep.                                                  | Oct.                                                  | Nov.                                                  | Dic.                                                  | Anual                                                 |
| ----------------------------------------------------------------------- | ----------------------------------------------------- | ----------------------------------------------------- | ----------------------------------------------------- | ----------------------------------------------------- | ----------------------------------------------------- | ----------------------------------------------------- | ----------------------------------------------------- | ----------------------------------------------------- | ----------------------------------------------------- | ----------------------------------------------------- | ----------------------------------------------------- | ----------------------------------------------------- | ----------------------------------------------------- |
| Temp. máx. abs. (°C)                                                    | 42.0                                                  | 40.5                                                  | 37.0                                                  | 34.0                                                  | 32.4                                                  | 30.8                                                  | 32.2                                                  | 35.0                                                  | 34.9                                                  | 38.6                                                  | 39.0                                                  | 41.9                                                  | 42.0                                                  |
| Temp. máx. media (°C)                                                   | 32.1                                                  | 30.9                                                  | 28.1                                                  | 24.7                                                  | 21.7                                                  | 17.9                                                  | 18.1                                                  | 20.0                                                  | 22.2                                                  | 25.3                                                  | 28.2                                                  | 30.7                                                  | 25.0                                                  |
| Temp. media (°C)                                                        | 24.7                                                  | 23.7                                                  | 21.4                                                  | 17.9                                                  | 15.2                                                  | 11.4                                                  | 11.4                                                  | 12.7                                                  | 14.8                                                  | 18.2                                                  | 21.0                                                  | 23.6                                                  | 18.0                                                  |
| Temp. mín. media (°C)                                                   | 18.0                                                  | 17.4                                                  | 16.0                                                  | 12.7                                                  | 9.7                                                   | 6.4                                                   | 6.1                                                   | 6.8                                                   | 8.5                                                   | 11.8                                                  | 14.6                                                  | 16.8                                                  | 12.1                                                  |
| Temp. mín. abs. (°C)                                                    | 7.0                                                   | 5.5                                                   | 3.0                                                   | -1.0                                                  | -5.9                                                  | -6.2                                                  | -8.3                                                  | -4.1                                                  | -4.0                                                  | 0.3                                                   | 2.8                                                   | 5.4                                                   | -8.3                                                  |
| Precipitación total (mm)                                                | 121.1                                                 | 130.1                                                 | 150.5                                                 | 82.0                                                  | 42.0                                                  | 24.0                                                  | 23.6                                                  | 24.6                                                  | 57.1                                                  | 82.8                                                  | 102.8                                                 | 118.8                                                 | 959.4                                                 |
| Días de precipitaciones (≥ 0.1 mm)                                      | 8                                                     | 7                                                     | 9                                                     | 7                                                     | 5                                                     | 4                                                     | 5                                                     | 5                                                     | 6                                                     | 8                                                     | 8                                                     | 8                                                     | 80                                                    |
| Humedad relativa (%)                                                    | 70                                                    | 74                                                    | 79                                                    | 80                                                    | 81                                                    | 81                                                    | 80                                                    | 77                                                    | 74                                                    | 74                                                    | 73                                                    | 71                                                    | 76                                                    |
| Fuente n.º 1: NOAA                                                      |                                                       |                                                       |                                                       |                                                       |                                                       |                                                       |                                                       |                                                       |                                                       |                                                       |                                                       |                                                       |                                                       |
| Fuente n.º 2: Servicio Meteorológico Nacional (días de precipitaciones) |                                                       |                                                       |                                                       |                                                       |                                                       |                                                       |                                                       |                                                       |                                                       |                                                       |                                                       |                                                       |                                                       |

## Economía
Se destaca por su producción industrial metalmecánica y láctea. Se encuentra en el corazón de la cuenca lechera, la más grande de Sudamérica, constituyéndose en su principal capital.
Adicionalmente, las otras actividades de importancia son la agricultura y la ganadería. Rafaela cuenta con un parque industrial activo que recientemente se ha expandido con la creación del Parque de Actividades Económicas de Rafaela (PAER) en donde se encuentra localizado el Instituto Tecnológico Rafaela (ITEC).

## Educación

### Instituciones Educativas

#### Escuelas Primarias
- Escuela N.º 21 Libertador General San Martín (adultos)
- Escuela N.º 475 Bernardino Rivadavia
- Escuela N.º 476 Juan Bautista Alberdi
- Escuela N.º 477 Domingo Faustino Sarmiento
- Escuela N.º 478 Villa Rosas
- Escuela N.º 479 Cristóbal Colón
- Escuela N.º 480 Mariano Moreno
- Escuela N.º 481 Bartolomé Mitre
- Escuela N.º 482 Manuel Belgrano
- Escuela N.º 652 Villa Podio
- Escuela N.º 851 Ángela de la Casa
- Escuela N.º 886 Brigadier General Estanislao López
- Escuela N.º 1136 Paul Harris
- Escuela N.º 1186 Dr. Lisandro de la Torre
- Escuela N.º 1247 Centenario de Rafaela
- Escuela N.º 1287 Juan Domingo Perón
- Escuela N.º 1316 Don Tomás
- Escuela N.º 1343 Amancay
- Escuela N.º 1351 Madre Teresa de Calcluta
- Escuela N.º 1359 Juan Bautista Languier
- Escuela N.º 1361 Ángela Peralta Pino
- Escuela N.º 1393 Barrio 2 de Abril
- Escuela N.º 6393 Pablo Pizzurno
- Escuela N.º 6405 Gabriela Mistral
- Escuela Particular Incorporada N.º 1025 Nuestra Señora de la Misericordia
- Escuela Particular Incorporada N.º 1075 25 de mayo
- Escuela Particular Incorporada N.º 1108 San José
- Escuela N.º 1331 De la Plaza

#### Escuelas Secundarias
- Escuela de Educación Secundaria Orientada N.º 204 Domingo de Oro
- Escuela de Educación Secundaria Orientada N.º 376 Joaquín Dopazo
- Escuela de Educación Secundaria Orientada N.º 428 Luisa Raimondi de Barreiro
- Escuela de Educación Secundaria Orientada N.º 429 Mario Vecchioli
- Escuela de Educación Secundaria Orientada N.º 505 Mahatma Gandhi
- Escuela de Educación Secundaria Orientada N.º 613 Alicia Cattáneo
- Escuela de Educación Secundaria Orientada N.º 615 Luis Alberto Spinetta
- Escuela de Educación Secundaria para Adultos N.º 1007 Libertad
- Escuela de Educación Secundaria Modalidad Técnico Profesional N.º 460 Guillermo Lehmann
- Escuela de Educación Secundaria Modalidad Técnico Profesional N.º 495 Malvinas Argentinas
- Escuela de Educación Secundaria Modalidad Técnico Profesional N.º 654 Dr. Nicolás Avellaneda
- Escuela de Educación Secundaria Orientada Particular Incorporada N.º 3091 De la Plaza
- Escuela de Educación Secundaria Orientada Particular Incorporada N.º 3128 25 de Mayo
- Escuela de Educación Secundaria Orientada Particular Incorporada N.º 8022 Nuestra Señora de la Misericordia
- Escuela de Educación Secundaria Orientada Particular Incorporada N.º 8140 San José

#### Escuelas Educación Especial y Centros Especiales
- Escuela Especial N.º 2079 Discapacitados Auditivos
- Escuela Especial N.º 1260 A.P.A.D.I.R.
- Escuela Especial N.º 2027 Melvin Jones
- Escuela Especial N.º 2107 Discapacitados Visuales Prof. Susana Crespo
- Fundación Espacios de Aprendizaje y Capacitación
- Fundación para el Aprendizaje y Trabajo del Discapacitado (FAD) / Taller Protegido Camino de Luz
- Centro Especial La Huella
- Escuela Especial N.º 2082 de Formación Integral
- Escuela Especial N.º 2129 para Discapacitados Mentales

Instituciones Terciarias

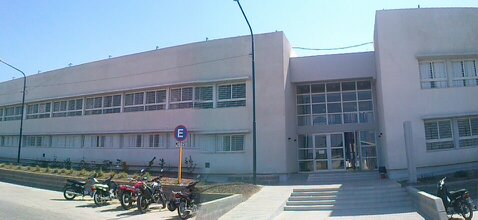
Instituto N° 2 de Rafaela

- Instituto Superior del Profesorado N.º 2 Joaquín V. González (ISP2)
- Escuela de Enfermería - Filial Rafaela
- Instituto Tecnológico Rafaela (ITEC)

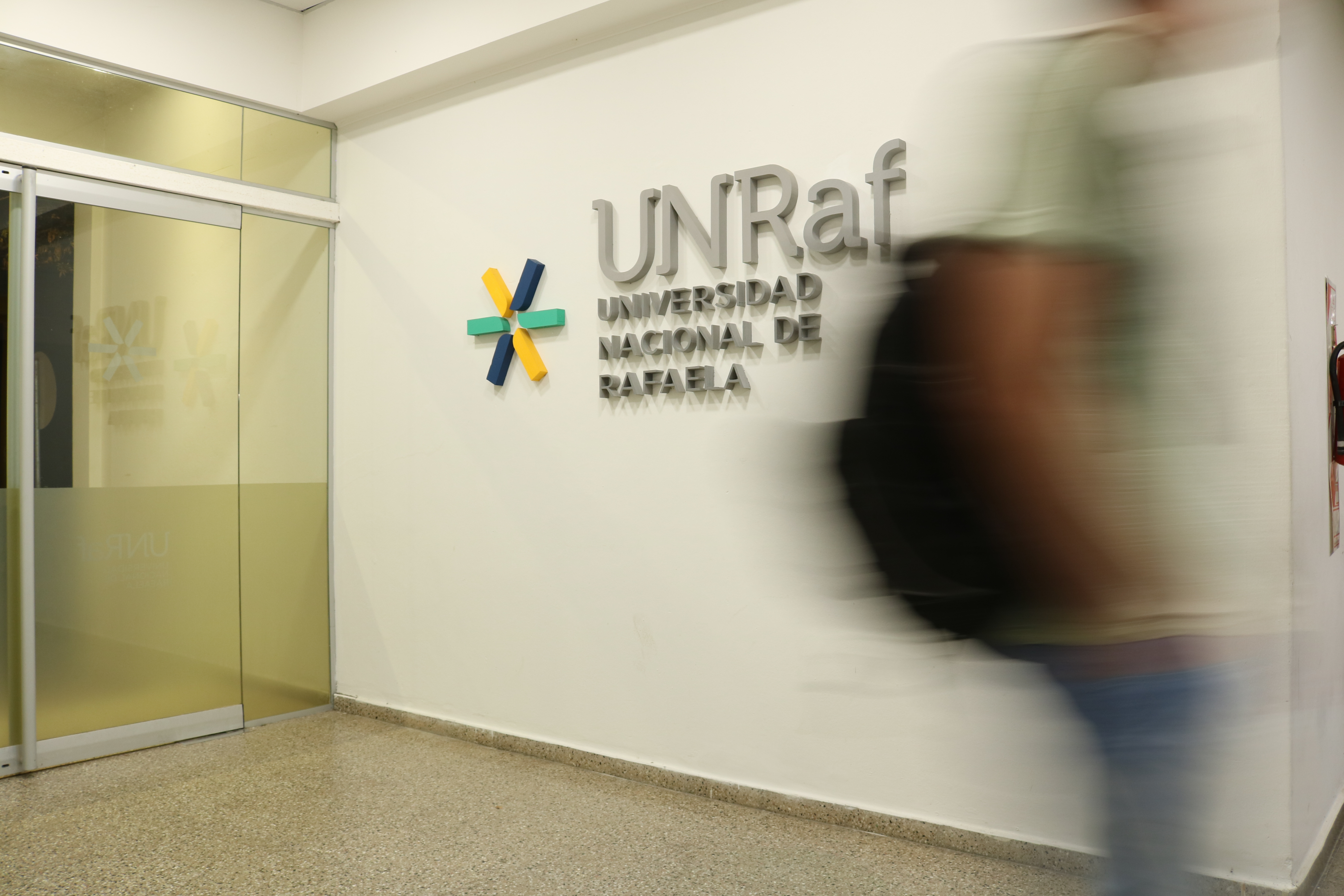
UNRAF

#### Universidades
- Universidad Nacional de Rafaela (UNRAF)
- Universidad Tecnológica Nacional (UTN) - Facultad Regional Rafaela
- Universidad de Ciencias Empresariales y Sociales (UCES) - Sede Rafaela
- Universidad Católica de Santiago del Estero (UCSE) - Departamento Académico Rafaela
- Universidad Católica de Santa Fe (UCSF) - Sede Rafaela

## Deportes

### Juegos Suramericanos 2026

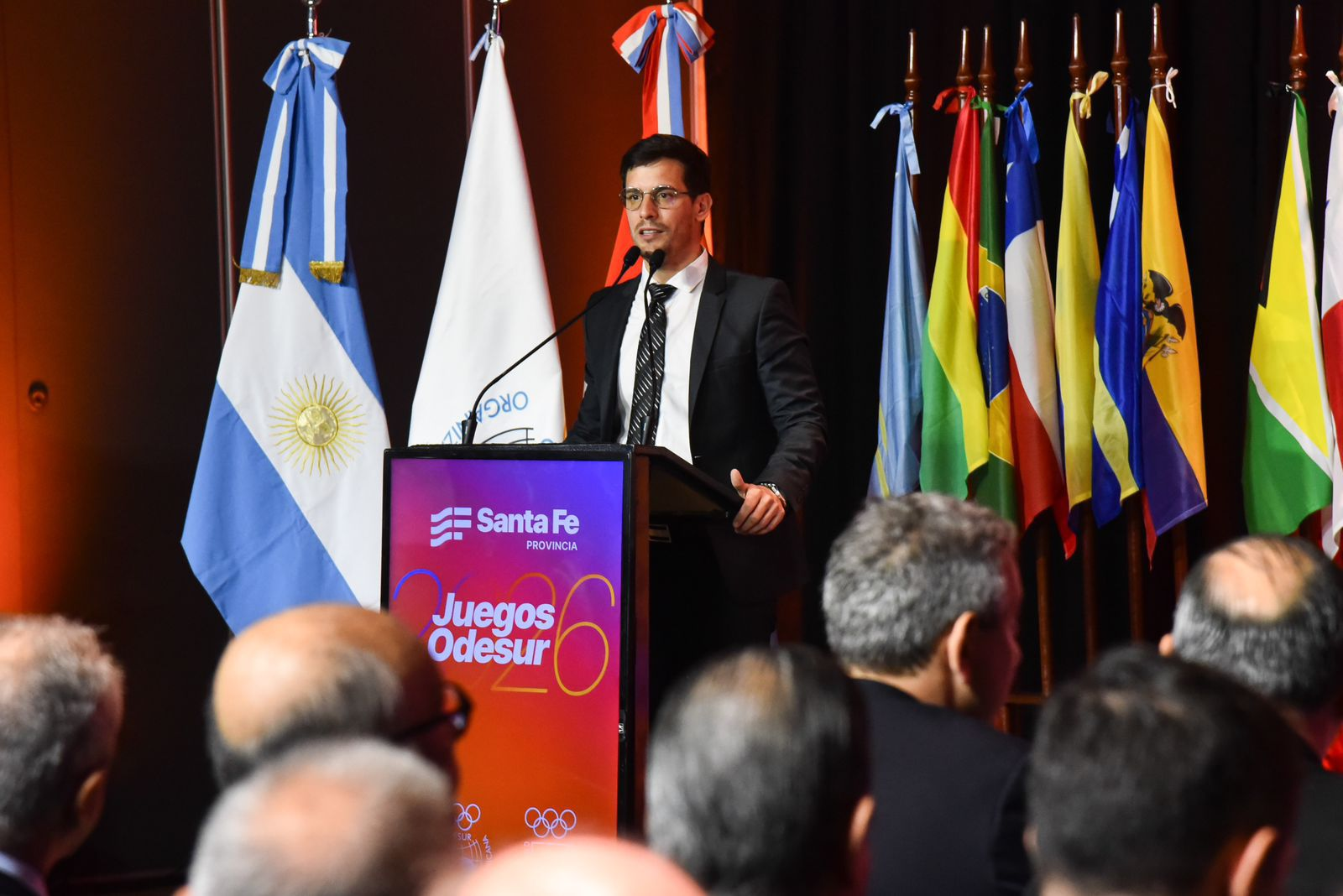
El intendente de Rafaela Leonardo Viotti en la presentación de los Juegos Odesur 2026.

Rafaela será una de las ciudades sede de los XIII Juegos Suramericanos (ODESUR) 2026, junto con Rosario y Santa Fe. La provincia de Santa Fe fue elegida como anfitriona del evento en la Asamblea General de ODESUR del 25 de marzo de 2023, marcando la segunda vez en la historia de los Juegos que se designa un formato con múltiples ciudades sede.
La competencia se llevará a cabo entre el 12 y el 26 de septiembre de 2026, con la participación de más de 7.000 atletas de 15 países en 38 deportes y 52 disciplinas.
En Rafaela se construirán nuevas infraestructuras para la competencia, incluyendo un microestadio cubierto multipropósito con capacidad para 3.000 espectadores, que albergará deportes como boxeo, pádel, patinaje y squash. También se desarrollará un Skate Park y una pista de BMX Racing en el futuro Parque Metropolitano de la ciudad.
Además, la ciudad contará con una Villa Olímpica con capacidad para 400 personas, cuya construcción se realizará en conjunto con el sector privado y, tras los Juegos, se reutilizará como un complejo habitacional.
El evento tendrá un impacto significativo en la ciudad, generando empleo, dinamizando el turismo y dejando un legado en infraestructura deportiva y urbana. Las competencias en Rafaela serán organizadas en conjunto por la municipalidad local, el Gobierno de Santa Fe, el Comité Olímpico Argentino y ODESUR.

### Fútbol

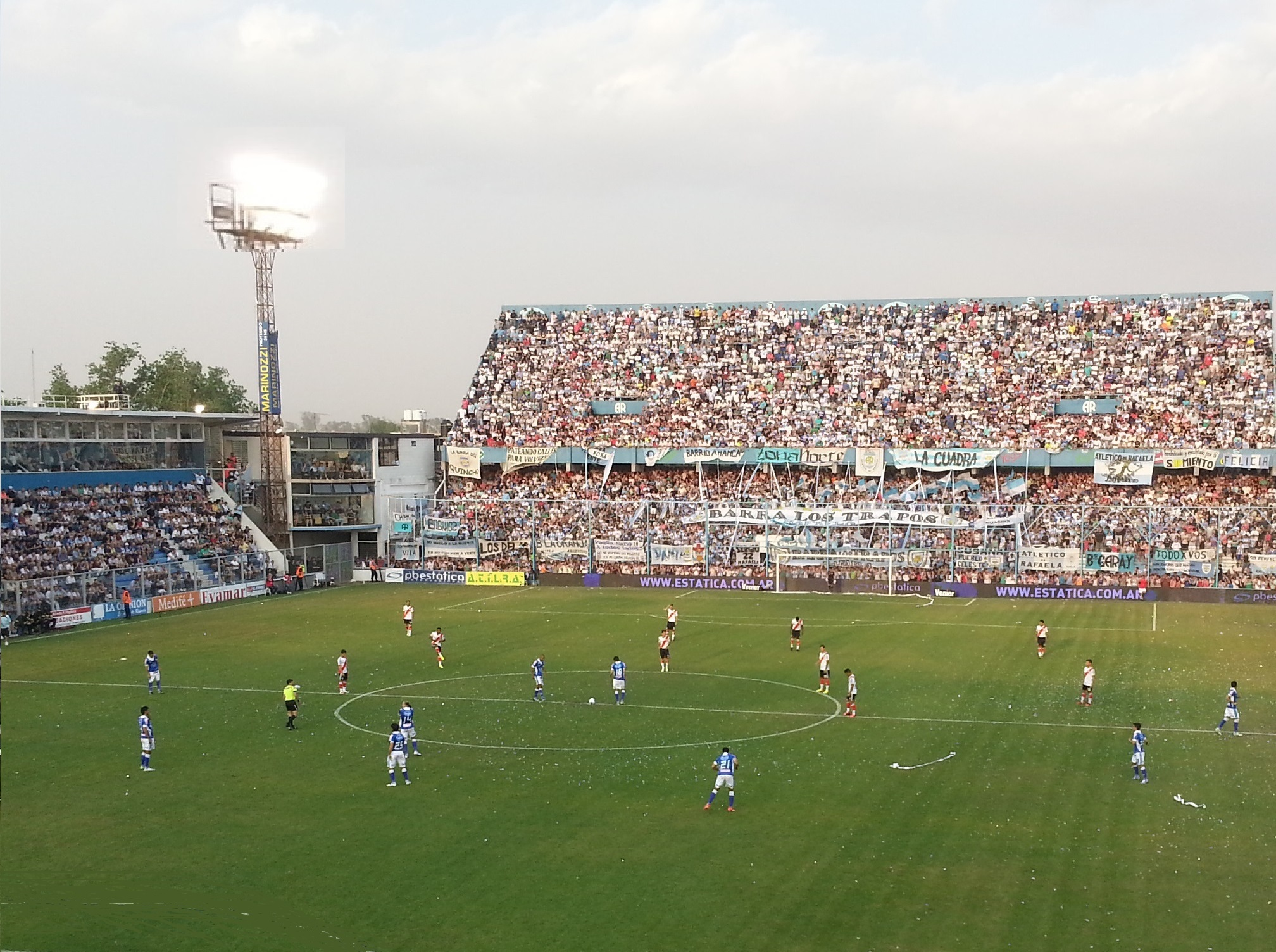
Estadio Club Atlético de Rafaela

Al igual que en la mayor parte del país, el fútbol es el deporte más popular y con mayor convocatoria. 
Los principales equipos de fútbol de la ciudad son: 
- Atlético de Rafaela, que participó del torneo de la Primera División de Argentina, en los torneos de 2003/2004, ascendiendo nuevamente en el año 2011 hasta el año 2017 cuando descendió a la Primera B Nacional. Actualmente compite en el Torneo Federal A.
- Club Sportivo Ben Hur, que entre 2005 y 2008 participó en Primera B Nacional. Actualmente compite en el Torneo Federal A.
- Club Atlético Nueve de Julio, también se encuentra en el Torneo Federal A.

| Club                                                     | Fundación | Liga                            | Estadio                  | Capacidad |
| -------------------------------------------------------- | --------- | ------------------------------- | ------------------------ | --------- |
| Asociación Mutual Social y Deportiva Atlético de Rafaela | 1907      | Torneo Federal A                | Nuevo Monumental         | 20.660    |
| Club Atlético 9 de Julio                                 | 1904      | Torneo Federal A                | Germán Solterman         | 8.000     |
| Club Sportivo Ben Hur                                    | 1940      | Torneo Federal A                | Néstor Zenklusen         | 11.500    |
| Club Peñarol                                             | 1936      | Torneo Regional Federal Amateur | República de Villa Rosas | 2.000     |
| Club Sportivo Norte                                      | 1931      | Torneo Regional Federal Amateur | Sportivo Norte           | 1.400     |
| Club Atlético Ferrocarril del Estado                     | 1939      | Torneo Regional Federal Amateur | Los Nogales              |           |
| Club Atlético Argentino Quilmes                          | 1916      | Liga Rafaelina                  | Agustín Giuliani         | 4.000     |
| Club Atlético Juventud                                   | 1905      | Liga Rafaelina                  |                          |           |

Al igual que otras ciudades, posee su propia liga de fútbol, la Liga Rafaelina de Fútbol. De esta forman parte clubes de las ciudades de Rafaela y Sunchales y también equipos de pueblos de la zona. Está compuesta por tres categorías: Primera A, Primera B; dividida en Zona Norte y Zona Sur, y Primera C.

### Básquet
En cuanto al básquet se destacó Ben Hur, que compitió en la primera división de la Liga Nacional de Básquet, en la que obtuvo un campeonato y el título de campeón en la Liga Sudamericana de Básquet.

### Automovilismo

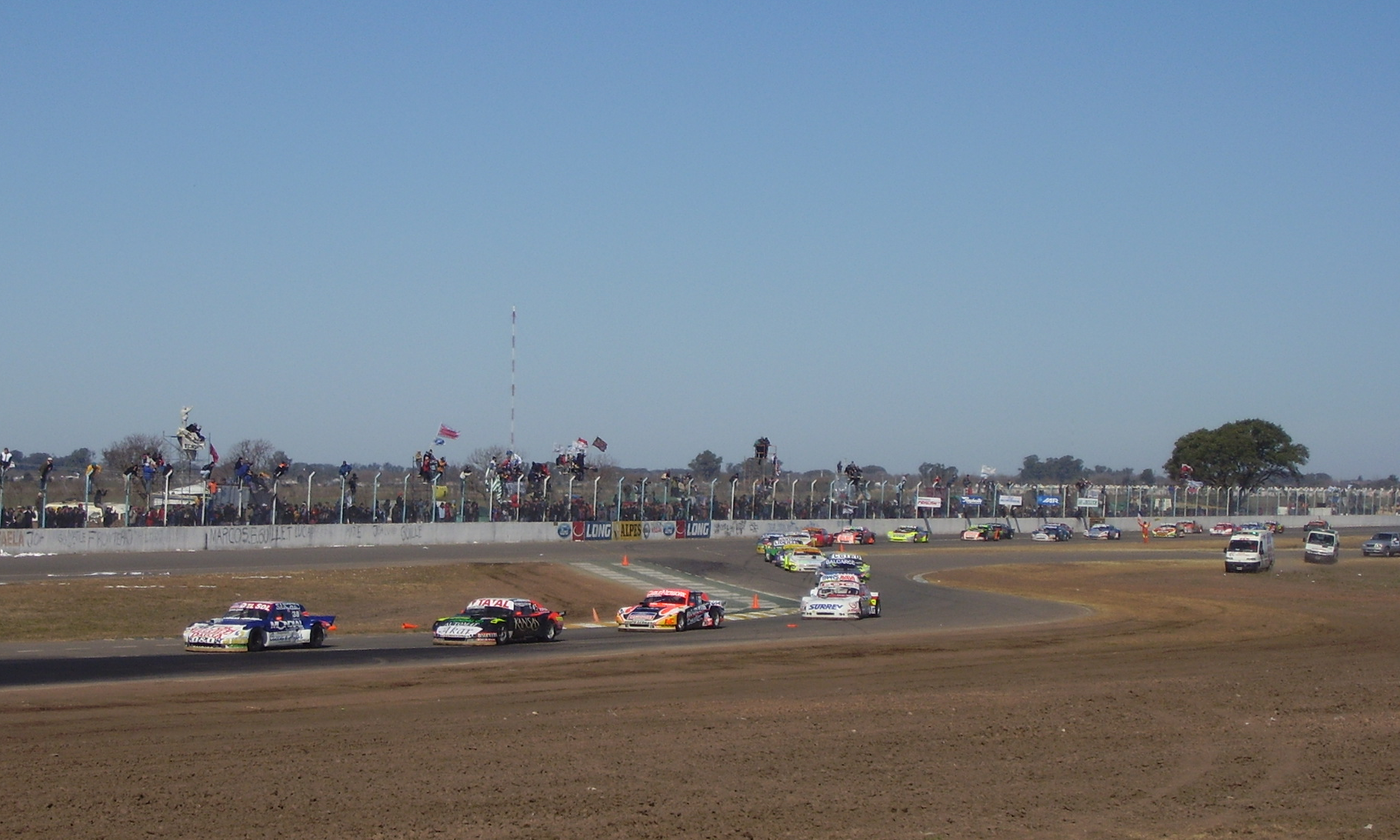
Autódromo Ciudad de Rafaela durante una competencia del Turismo Carretera en 2007.

El Club Atlético de Rafaela ha organizado carreras de automovilismo desde 1919. Las 500 Millas Argentinas se disputaron allí desde 1954 hasta 1975. El club inauguró el Autódromo Ciudad de Rafaela en 1953, que ha sido sede de competencias como el Turismo Carretera y el TC 2000.
El mismo es reconocido popularmente como "el templo de la velocidad" debido a su característica forma de óvalo, en donde ha sido establecido récord argentino de velocidad final, como aquel que le pertenece a Gabriel Ponce de León, quien a bordo de su Honda Civic (categoría STC2000) alcanzó los 306.38 km/h en el año 2012.

### Rugby / Hockey
La ciudad cuenta también con un equipo de rugby llamado Círculo Rafaelino de Rugby (CRAR). Además, dentro de la misma institución se destacan las diversas categorías del equipo de Hockey, femenino y masculino, y el rugby femenino. Ha sido formador de tres pumas: Hugo Berra, Mayco Vivas y Pedro Rubiolo.

### Ciclismo
La ciudad cuenta con un Velódromo llamado "Héctor Cassina" en el Club Ciclista de Rafaela que fue inaugurado en 1991. Rafaela ya tenía un rico historial en el ciclismo rutero y desde ese momento empezó a darle forma también con el velódromo a la formación de pisteros, con muchos logros en el plano nacional e internacional. 
Por su parte en cuanto al Ciclismo, el ciclista Luis Vegetti fue elegido como el Deportista del Año 2010, en la edición de la 14.ª Fiesta del Deporte que lleva adelante la Municipalidad de Rafaela. El acto, con una muy buena convocatoria, se desarrolló frente al edificio municipal. El máximo galardón, tal como lo mencionábamos, fue para Luis Vegetti, el ciclista rafaelino de 44 años que tuvo un gran año.
Primeros puestos en 750 metros y Velocidad Olímpica, más un segundo puesto en Velocidad Individual en el Campeonato Argentino disputado en Reconquista. Medallas de Oro en 750 metros y en la prueba por equipos de Velocidad Olímpica en el Panamericano desarrollado en Cuba. En el Campeonato Mundial de Mastres de Ciclismo, disputado en Portugal, obtuvo el cuarto puesto en 750 metros y el octavo lugar en la competencia de Velocidad Olímpica. Estos logros llevaron, sin dudas, a Vegetti, a consagrarse como el deportista destacado de la ciudad durante este año.

## Transporte
El sistema de transporte público y social de la ciudad de Rafaela es el conjunto de seis líneas de transporte de pasajeros que unen a la ciudad en todos sus puntos.

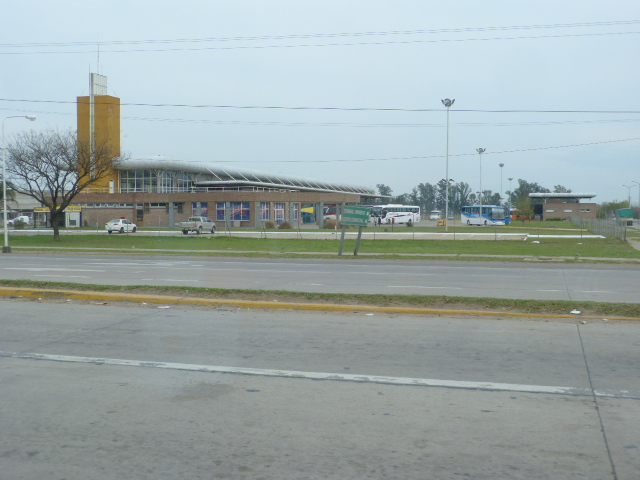
Nueva terminal de Ómnibus de Rafaela, sobre la RN 34

Rafaela cuenta con seis líneas de colectivos urbanos locales que posibilitan la conexión de los distintos barrios con el micro centro, el edificio municipal y la Nueva Terminal de Ómnibus, que hasta el año 2009 se ubicaba en pleno centro, y se encuentra actualmente a la vera de la Ruta Nacional 34, al noroeste rafaelino. Esta recibe alrededor de 170 viajes diarios.

### Ferrocarril
Rafaela fue un punto importante de la red de ferrocarriles contando con tres líneas, los ferrocarriles Central Córdoba (FCCC), Provincial de Santa Fe (FCPSF, 1885) y Buenos Aires a Rosario (FCByR, 1887). La estación del FCByR, luego transferida al Ferrocarril Central Argentino y actualmente dentro de la jurisdicción del Ferrocarril General Bartolomé Mitre, es la única operativa a 2009. Las dos primeras, denominadas coloquialmente Central Córdoba y Belgrano, forman parte de la red del Ferrocarril General Belgrano.
Por la estación del Ferrocarril Mitre, concesionada a Nuevo Central Argentino, pasan mayormente trenes de transporte de cargas (minerales y granos). El servicio de pasajeros, a cargo de la empresa estatal Trenes Argentinos Operaciones, une la estación de Retiro con San Miguel de Tucumán.
Las líneas Central Córdoba y Belgrano hoy se encuentran clausuradas por el cierre de ferrocarriles de 1992 durante la presidencia de Carlos Menem, aunque existe un proyecto para la reapertura del ferrocarril Belgrano, que finalmente volvería a Rafaela.
En 1888 se estableció el llamado Tranvía a Vapor de Rafaela, un servicio que conectaba a la ciudad con otras colonias hasta la localidad de Vila al oeste.

### Servicio urbano de pasajeros
Véase también: Transporte público de Rafaela
La ciudad cuenta con 5 líneas de colectivos:
- Línea 1 (rojo)
- Línea 2 (verde)
- Línea 3 (amarillo)
- Línea 4 (azul)
- Línea 5 (naranja)

Las mismas cubren una amplia zona uniendo la ciudad en todos sus puntos, siendo la Terminal de Ómnibus, sobre la Ruta Nacional 34, el punto de partida de todos los recorridos.

### Carreteras
Rafaela está bien conectada con el resto del país mediante la red de rutas nacionales y provinciales. La ciudad es atravesada de sur a norte por la Ruta Nacional 34 y de este a oeste por la Ruta Provincial 70.
Dista unos 30 km de la Ruta Nacional 19, parte del llamado Corredor del Mercosur, que une Brasil con Chile.
En el año 2006 comenzó el proceso de refuncionalización de la ruta 34 a su paso por la ciudad. Durante la mayor parte de 2007 y 2008 se ejecutaron obras para transformar dicha ruta en una avenida con canteros centrales en toda su extensión desde el PAER al norte hasta el barrio Villa Aero Club, a unos 8 km de distancia.

## Medios de comunicación

### Medios gráficos
La ciudad es sede de dos diarios importantes con amplia tirada en la región. El diario La Opinión (fundado en 1921) con una tirada promedio de 8500 ejemplares y el diario Castellanos (fundado en 1938) con una tirada promedio de 4300 ejemplares.
Varias publicaciones periódicas se imprimen en los diferentes talleres gráficos de la ciudad, relacionadas con deportes, agro, industria y comercio, política, educación, historia, moda y tendencias, etc. Entre ellas pueden destacarse "Nuestro Agro","Revista ENe. Empresas y Negocios"

### Medios digitales
En la actualidad existen varios portales digitales de noticias. Entre ellos destacan Radio Rafaela, Rafaela Informa, Rafaela Noticias, ADN 97.9 y Radio V 92.5.

## Cultura

### Cines y Teatros

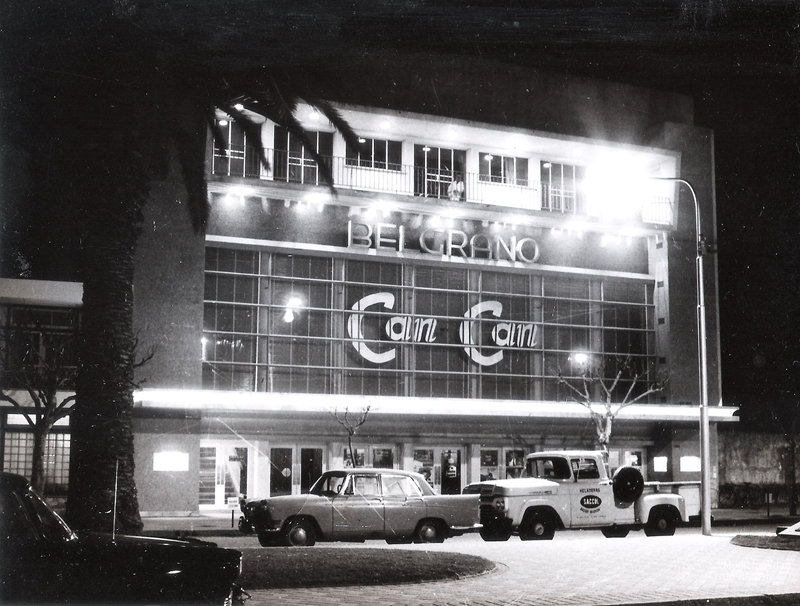
Cine Teatro Municipal Manuel Belgrano

La ciudad Rafaela cuenta con modernas salas de cine con los últimos estrenos. Por su parte el teatro de la ciudad presenta continuamente una amplia variedad de espectáculos teatrales y musicales de reconocimiento local, provincial, nacional e internacional.
- Anfiteatro Alfredo Williner
- Teatro Juan Lasserre
- Cine Teatro Municipal Manuel Belgrano
- Cine Las Tipas
- Centro Cultural La Máscara
- Centro Cultural Municipal - Sociedad Italiana Víctor Manuel II

### Museos
La ciudad cuenta con 11 museos que exponen sus diferentes aspectos culturales e históricos.
Algunos de los museos más importantes son:
- Museo Histórico Municipal.
- Museo Municipal de Arte Dr. Urbano Poggi: fundado en 1969, es un exponente del arte rafaelino así como también el lugar donde se realizan las muestras que usualmente recorren el país.
- Museo Municipal Usina del Pueblo.
- Museo de la Fotografía: fundado en 1987, es uno de los primeros museos de fotografías del país con instalaciones apropiadas ya que cuenta con biblioteca especializada, laboratorio, sala de exhibición temporaria y archivo.
- Museo Ferroviario de Rafaela: creado por la Asociación de Ferromodelistas y Amigos del Ferrocarril.
- Museo de la Música y el Sonido: ubicado en Hipólito Yrigoyen 1653, creado y dirigido por el músico Sergio Grazioli.

### Bibliotecas
- Biblioteca Municipal "Lermo Rafael Balbi"
- Biblioteca Popular "Arco iris"
- Biblioteca Popular "Domingo Faustino Sarmiento"
- Biblioteca Popular "Dr. Ricardo Gutiérrez"
- Biblioteca Popular "Jose Manuel Estrada"
- Biblioteca Popular "Monseñor Antonio Brasca"

## Rafaelinos distinguidos

### Ordenanza N°4549
La Ordenanza N°4549 establece la distinción de Rafaelino Distinguido, un reconocimiento a ciudadanos destacados por sus valores éticos y morales.
Para ser distinguido como Rafaelino Distinguido, se deben cumplir alguna de estas condiciones:
1. Haber realizado un acto de servicio extraordinario a la comunidad o a persona o grupo de personas que refleje o muestre claramente virtudes humanas.
2. Haber realizado un acto de arrojo en beneficio de la comunidad o de alguna persona que pueda ser calificado de heroico.
3. Trascender en alguna disciplina fuera de los límites de la ciudad de Rafaela, manteniendo y manifestando claramente su sentimiento de pertenencia a esta ciudad.
4. Haber superado con esfuerzo y tesón alguna limitación física en busca de la integración con la sociedad, o haber realizado algún acto de mérito extraordinario en relación con su condición.
5. Haber conseguido algún logro deportivo extraordinario en forma leal.
6. Haber conseguido algún beneficio extraordinario para la ciudad de Rafaela, que pueda ser gozado por todos los rafaelinos.

En todos los casos, el candidato a esta distinción, deberá:
1. Ser rafaelino nativo o con una residencia no menor a 10 años.
2. Ser propuesto por entidades intermedias de reconocido prestigio con sede en la ciudad de Rafaela, por el Departamento Ejecutivo Municipal, o por cualquier Concejal en ejercicio.

### Listado de Rafaelinos Distinguidos
- Leonelo Pablo Julio Bellezze
- Roberto Grazioli
- Ángel Balzarino
- Luis Alberto Peretti
- Omar Serrano
- Miguel Lisi
- Marco Antonio Terragni
- Rodolfo Jesús Enrico
- Amilcar César Carena
- Omar Corrado
- Alcides Castagno

## Personalidades reconocidas
- Alejandro Donatti
- Ángelo Martino
- Axel Werner
- Candela Gentinetta
- Carlos Pierre
- Delfina Gentinetta
- Denis Stracqualursi
- Enio Hugo Garrote †
- Fabricio Fontanini
- Facundo Colidio
- Félix "Lolo" Bauducco
- Florencia Molinero
- German Romitelli
- Guillermo Sara
- Gustavo Alfaro
- Hermes Binner †
- Ítalo Luder †
- Javier Frana
- Jorge Sassi †
- Coco López
- Lucas Aveldaño
- Marcelo Nicola
- María Emilia Salerni
- Martyn Robinson
- Mayco Vivas
- Melisa Gretter
- Néstor Castagno †
- Néstor Isella †
- Nequi Galotti
- Nicolás González
- Omar Perotti
- Oreste Berta
- Remo Pignoni †
- René Zanatta
- Ricardo Lorenzetti
- Sebastián Porto
- Silvia Suppo †
- Tomás Pochettino

## Hermanamiento de ciudades
Rafaela está hermanada con las siguientes ciudades del mundo. 
- Sigmaringendorf, Alemania (desde 1994)
- Fossano, Italia (desde 1997)
- Carcabuey, España (desde 2013)

## Parroquias de la Iglesia católica en Rafaela

### Diócesis de Rafaela
- Catedral San Rafael Arcángel
- Nuestra Señora de Fátima
- Nuestra Señora de Guadalupe
- Sagrado Corazón de Jesús
- San Antonio de Padua
- San Cayetano
- San Pedro-Santa María Josefa Rossello
- Santa Rosa de Lima